# Saint-Gérand-Croixanvec
Saint-Gérand-Croixanvec község Franciaország Bretagne régiójában, Morbihan megyében. Új községként 2022. január 1-jén jött létre két korábbi község: Saint-Gérand és Croixanvec egyesítésével. Lakosainak száma 1309 fő (2022. január 1.).

## Népesség
| Lakosok száma | 1294 | 1144 | 1316 | 1312 | 1309 |
|               | 2018 | 2019 | 2020 | 2021 | 2022 |